# Гарі (Медведевський район)
Га́рі (рос. Гари, марій. Гари) — присілок у складі Медведевського району Марій Ел, Росія. Входить до складу Знаменського сільського поселення.

## Населення
Населення — 31 особа (2010; 10 у 2002).
Національний склад (станом на 2002 рік):
- марійці — 40 %
- лучні марійці — 30 %
- росіяни — 30 %